# Герб Фолклендских островов
Герб Фолклендских островов официально был принят 29 сентября 1948 года.

## Описание
Герб представляет собой щит синего цвета с изображённым на нём парусником «Desire» (Желание) на морских волнах (сине-белые волнистые линии), на котором английский морской капитан, Джон Дэвис обнаружил Фолклендские Острова в 1592 году (согласно аргентинским источникам, острова открыты в 1520 г. испанским мореплавателем Эстебаном Гомесом из флотилии Ф. Магеллана).
Девиз «Desire the Right» (с англ. — «Желай справедливого») также отсылает нас к названию корабля.
В верхней части щита размещён баран, до недавнего времени овцеводство являлось главной хозяйственной деятельностью на островах. Трава на гербе отображает самую распространённую растительность островов. В XIX веке овцеводство не было основной статьей дохода в бюджете островов. Основу хозяйства составлял крупный рогатый скот, поэтому до 1925 года на гербе изображался бык вместо барана.

## История
|  | Знак сил обороны Фолклендских островов     |
|  | Печать Фолклендских островов 1876-1925 гг. |